# Харабати Бабина текија
Текија Харабати Бабе (тур. Harabati Baba Tekkesi, мкд. Арабати баба-теќе), позната и под именом Серсем Али Бабина текија је дервишка текија која се налази на излазу из Тетова ка Гостивару у Северној Македонији.
Текија је првобитно изграђена 1538. године око турбета Серсем Али Бабе, османског дервиша.
Током 1799. године, Реџеп Паша обезбеђује вакуф који поприма садашњи облик текије.
Најочуваније бекташијско светилиште у Европи у свом комплексу садржи турбе, цветне баште, зимски дом, кулу осматрачницу, библиотеку, молитвене просторије, пећницу и кухињу са трпезаријама, две коњушнице, гробље угледних дервиша, војнички дом, помоћни објекат, конаке и велику мермерну чесму унутар дрвеног шадрвана.

## Историја
Али Баба је био брат султаније Махидевран, супруге султана Сулејмана Величанственог, који је био шејх високог ранга у важној Диметока текији (садашња Дидимотика), а када је Махидевран прогнана са двора, Али Баба је протеран у Тетово на обронцима Османског царства, где је основао сопствену текију.
Према другој верзији, Али Баба је био министар за верске послове Османског царства, који се одрекао титуле да би живео простим животом бекташије. Разљућен вешћу да један од његових најоданијих слуга одлази са двора, султан Сулејман виче на Алија кроз дворску капију: „Ако си будала, иди!“ „Sersem“, османска реч за ‘будалу’, постала је надимак Али Бабе од тада.
Која год прича била истинита (Турци преферирају прву), Серсем је пропутовао широм Османског царства, све док није дошао до реке Пене, подно мирних тетовских планина. Тамо је са своја четири ученика у миру исповедао своју веру све до своје смрти 1538, након чега су тројица ученика отишли, а четврти, Харабати Баба, основао је светилиште у Тетову, које ће славити живот Серсем Али Бабе.
Садашње грађевине у комплексу текије подигнуте су крајем 18. века од стране Реџеп Паше, чија гробница лежи одмах поред Серсемове у маузолеју. Реџеп Паша и његов син, Абдурахман-паша, помињу се и као градитељи Шарене џамије у Тетову и тетовског калета.
Нажалост, многе грађевине више не постоје, а у дворишту се налази кула — карантин, у којој је живела кћерка Абдурахман Паше, која је боловала од туберкулозе. Гостињски конаци су оштећени, али се библиотека обнавља. Једна грађевина је претворена у сунитску џамију, а конаци око бекташијског гробља су резервисани за Бабу (верског вођу код бекташија). Текија је ограђена зидом високим 7 метара.
Текија у Тетову је била седиште бекташија све до 1912. године, када су Османлије протеране из данашње Северне Македоније. Иако је доживела мањи процват између 1941. и 1945. године, њено земљиште је било под државном управом током времена Југославије, и претворено у хотел и музеј. Последњих година, бекташије су се поново вратиле у текију и комплекс се полако обнавља. Иако знатно оштећена, она је још увек најбоље очувана текија у западном делу Балкана.

## Комплекс
Овај комплекс је јединствен на територији Балкана и Мале Азије. Земљиште текије је ограђено зидовима високим 7 метара, садржи куле, а главни улаз има кулу стражарницу. До данас је сачувано десетак објеката, плански постављених по плацу на основу употребе и функције, у централном делу налазе се репрезентативне просторије за верске обреде, пријем гостију и живот дервиша. Јужни део је био испуњен економским објектима, од којих су остали само темељи, а северни део је ограђен високим зидом на коме је кула и конаци за живот.
Централно место у дворишту текије заузима Шадрван са богато украшеним плафоном и вратима и подељен је на два дела, са фонтаном постављеном у првом делу. Богомоља је сачињена од квадратне просторије са тремом и куполом од дрвене конструкције, богато украшеном цветним декорацијама. Кула је намењена кћерки Абдурахман-Паше, која је боловала од туберкулозе, а висок спрат је осветљен са три стране и обезбеђивао је дуге сунчане сате.
Доминантне и ретко лепе грађевине у текији су и фонтана и Велика чесма великог Реџеп-Паше.
Данас се на земљишту текије налази Народни музеј града Тетова.

## Турбе
У оквиру комплекса налази се турбе, покривена гробна просторија у којој се налазе остаци свих Баба (старешина) који су управљали овом текијом. Турбе је претрпело знатна оштећења током пожара са краја 20. века. Почетком 2000-их је започета обнова, али су радови стали због недостатка новца.
Од дванаест саркофага у турбету, доминирају два посебна. Први припада Серсем Али Баби, оснивачу текије, али је гроб празан, јер је он сахрањен негде у Анадолији; међутим, гроб му је направљен овде, јер дервиши кроз њега могу да осете духовно присуство свог вође.
Други саркофаг припада Реџеп Паши, градитељу већег дела текије. У питању је масиван бели саркофаг, са угравираним текстом на османском језику.
Међу гробовима преминулих бекташијских вођа, налази се гроб Фатиме Ханум, ћерке Абдурахман-Паше, којој је намењена једна од лепших грађевина у комплексу, Плава кула.

## Фатима Ханум
Према предању, млада девојка Фатима, најмлађа кћерка Абдурахман-Паше, оболела је од туберкулозе. Тражећи лек за њену болест, наредио је да се закољу четири овце и да се однесу на четири краја Тетова, међу којима је била и текија. Након неког времена, паша је посетио та места и приметио је да је само леш овце која је била у текији остао потпуно нетакнут. Стога је закључио да је то место са најлепшим погледом и најздравијом околином за његову кћер, те је наредио да се за њу изгради висока кула са наглашеним тремом, високим димњаком, темељем од камена и декоративним дрвеним резбаријама, и фасадом обојеном у плаво. Плава кула, као једна од ретких значајних грађевина из овог периода, представљена је на званичном грбу општине Тетово.

## Контроверзе
Током 2002. године, група наоружаних чланова Исламске верске заједнице (ИВЗ), легално признате организације која тврди да представља све муслимане на територији Северне Македоније, напала је Харабати Бабину текију у покушају да поврати сврху текију као џамије, иако она никада није имала ту функцију. Као одговор на напад, Бекташијска заједница Македоније је тужила власти Македоније јер нису успеле да врате текију бекташијама, у складу са законом донетим деведесетих година 20. века, којим се сва национализована имовина из времена Југославије враћа претходним власницима. Међутим, закон се може применити само у случају физичких лица, али не и верске заједнице. 
Полагање права ИВЗ-а на текију заснива се на њиховој тврдњи да представљају све муслимане у Македонији; и заиста, они су једна од две сунитске муслиманске организације признате од стране власти. Бекташије (шиити) су властима поднеле захтев за њихово признавање као посебне верске заједнице још 1993. године, али је Влада одбила да их призна.
У марту 2008. године, уочено је дејство припадника ИВЗ који су преузели контролу над околним грађевинама, застрашивали посетиоце текије и испаљивали оружје на тој локацији.

## Галерија комплекса
- Главни улаз у текију са кулом-осматрачницом
- Конаци текије
- Библиотека
- Помоћне одаје
- Турбе
- Саркофаг Серсем Али Бабе
- Гроб Харабати Бабе
- Шадрван
- Конак
- Плава кула
- Чесма Реџеп Паше
- Сунитска џамија, поглед изнутра
- Сунитска џамија, поглед споља
- Конак Бабе Абдул Муталиба Бећирија